# Großsteingräber bei Oldersbek
Die Großsteingräber bei Oldersbek waren fünf mögliche megalithische Grabanlagen der jungsteinzeitlichen Nordgruppe der Trichterbecherkultur bei Oldersbek im Kreis Nordfriesland in Schleswig-Holstein. Sie tragen die Fundplatznummern Oldersbek LA 12, 15, 17, 43 und 44.

## Forschungsgeschichte
Die Gräber wurden erstmals um die Wende vom 19. zum 20. Jahrhundert durch den Heimatforscher Thomas Clausen beschrieben. Hermann Hinz dokumentierte die Standorte der Gräber erneut in seiner 1954 erschienenen Monografie zur Vorgeschichte des Nordfriesischen Festlandes. Zu dieser Zeit waren die Anlagen bereits vollständig abgetragen.

## Beschreibung

### Grab LA 12
Die Anlage besaß eine Hügelschüttung unbekannter Form und Größe, die sich bei Hinz’ Dokumentation nur noch als flache Erhebung im Gelände abzeichnete. Nach Clausen soll der Hügel einst eine besonders große Grabkammer enthalten haben.

### Grab LA 15
Die Anlage besaß eine recht große Hügelschüttung unbekannter Form, von der bei Hinz’ Dokumentation noch der Mittelteil erhalten war. Nach Clausen soll der Hügel einst eine besonders große Grabkammer enthalten haben. Unter dem Hügel wurde außerdem eine Steinpackung festgestellt.

### Grab LA 17
Die Anlage besaß eine Hügelschüttung unbekannter Form und Größe, die schon vor langer Zeit abgetragen wurde. Hinz fand bei seiner Dokumentation eine Mulde vor, in der ein Findling lag. Nach Clausen soll es sich um Reste einer Grabkammer handeln.

### Grab LA 43
Die Anlage besaß eine Hügelschüttung unbekannter Form und Größe, die sich bei Hinz’ Dokumentation nur noch als flache Erhebung im Gelände abzeichnete. Hinz fand hier zahlreiche Stücke gebrannten Feuersteins, die vom Bodenpflaster einer zerstörten Grabkammer stammen. Weiterhin fand Hinz hier eine Keramikscherbe.

### Grab LA 44
Diese Anlage besaß ein längliches, nord-südlich orientiertes Hünenbett, das sich bei Hinz’ Dokumentation nur noch als flache Erhebung im Gelände abzeichnete. Zu den Maßen liegen keine Angaben vor. Am Südende fand Hinz zahlreiche Stücke gebrannten Feuersteins, die vom Bodenpflaster einer zerstörten Grabkammer stammen.